# MacArthur (film)
MacArthur este un film de război biografic american din 1977 regizat de Joseph Sargent după un scenariu de Hal Barwood; cu Gregory Peck în rolul generalului american Douglas MacArthur.  
A avut un buget de 9 milioane dolari americani și încasări de 16,32 milioane dolari americani.

## Rezumat
Filmul înfățișează viața lui MacArthur (Gregory Peck) din 1942, înainte de bătălia de la Bataan din cel de-al doilea război mondial, până în 1952, după ce a fost îndepărtat de la comanda trupelor americane din războiul din Coreea de către președintele Harry Truman (Ed Flanders) pentru insubordonare. Este relatat în flashback în timp ce MacArthur vizitează Academia Militară West Point în 1962. 

## Distribuție
Au interpretat actorii:
- Gregory Peck - General de Armată Douglas MacArthur
- Ed Flanders - președintele Harry S. Truman
- Dan O'Herlihy - președintele Franklin D. Roosevelt
- Ivan Bonar - Lieutenant General Richard K. Sutherland
- Ward Costello - General of the Army George C. Marshall
- Nicolas Coster - Colonel Sidney Huff
- Marj Dusay - Mrs. Jean MacArthur
- Art Fleming -  W. Averell Harriman
- Russell Johnson - Fleet Admiral Ernest J. King
- Sandy Kenyon - Lieutenant General Jonathan M. Wainwright
- Robert Mandan - Representative Martin
- Allan Miller - Colonel LeGrande A. Diller
- Dick O'Neill - Major General Courtney Whitney
- G. D. Spradlin - Major General Robert L. Eichelberger
- Addison Powell - Fleet Admiral Chester W. Nimitz
- Garry Walberg - Lieutenant General Walton Walker
- James Shigeta (scene șterse) - General Tomoyuki Yamashita
- Barry Coe - reporter TV